# Chartres-de-Bretagne
Pour les articles homonymes, voir Chartres et Bretagne (homonymie).
Chartres-de-Bretagne est une commune française située dans le département d'Ille-et-Vilaine, en région Bretagne.
Avec 8 678 habitants, elle fait partie des communes les plus peuplées de Rennes Métropole.

## Géographie

### Localisation
Chartres-de-Bretagne se situe à 5 kilomètres au sud-sud-ouest du centre de Rennes, la préfecture départementale et régionale.

### Communes limitrophes
|      | Saint-Jacques-de-la-Lande |                            |
| Bruz | Chartres-de-Bretagne      | Noyal-Châtillon-sur-Seiche |
|      | Pont-Péan                 |                            |

### Géologie
Située en plein cœur du bassin rennais, sur une structure de type « graben » issue d'un effondrement miocène, Chartres-de-Bretagne est une des rares communes bretonnes possédant des terrains calcaires, notamment des faluns.
Ceci en fait un site particulier du point de vue écologique, en Ille-et-Vilaine les plantes calcicoles sont rares et essentiellement concentrées à cet endroit.
Il y eut aussi présence de fours à chaux, ce qui là encore est unique en Haute-Bretagne. Les véhicules qui drainaient cette activité ont apporté des semences de plantes calcicoles plus méridionales comme les orchidées de Lormandière. Les fours à chaux représentent aujourd'hui une richesse écologique et pour le patrimoine industriel des XIXe et XXe siècles.
Enfin, les argiles produites par l'altération de la roche-mère font de Chartres-de-Bretagne un très ancien site de poteries et plus tardivement de briques, activités qui ont cessé dans les années 1920.
Un forage profond, piloté par le BRGM a été entrepris de juillet à septembre 2010 sur le territoire de la commune.
Ce forage de 675 mètres visait deux objectifs : 
- améliorer la connaissance géologique du bassin rennais, le plus profond du Massif armoricain,
- estimer le potentiel du bassin en matière de ressources en eau et de production d'énergie par géothermie.

Le BRGM a réalisé le suivi technique et scientifique de ce projet.

### Hydrographie
Pour un article plus général, voir Réseau hydrographique d'Ille-et-Vilaine.
La commune est située dans le bassin Loire-Bretagne. Elle est drainée par la Seiche, le ruisseau d'orson et le Renel,,.
La Seiche constitue la frontière sud de la commune. D'une longueur de 97 km, prend sa source dans la commune du Pertre et se jette  dans la Vilaine à Bruz, après avoir traversé 24 communes. 
L'étang de Lormandière se situe au nord-ouest de la commune, entre le campus de Ker Lann (Bruz) et l'Usine Stellantis de Rennes (Chartres-de-Bretagne).

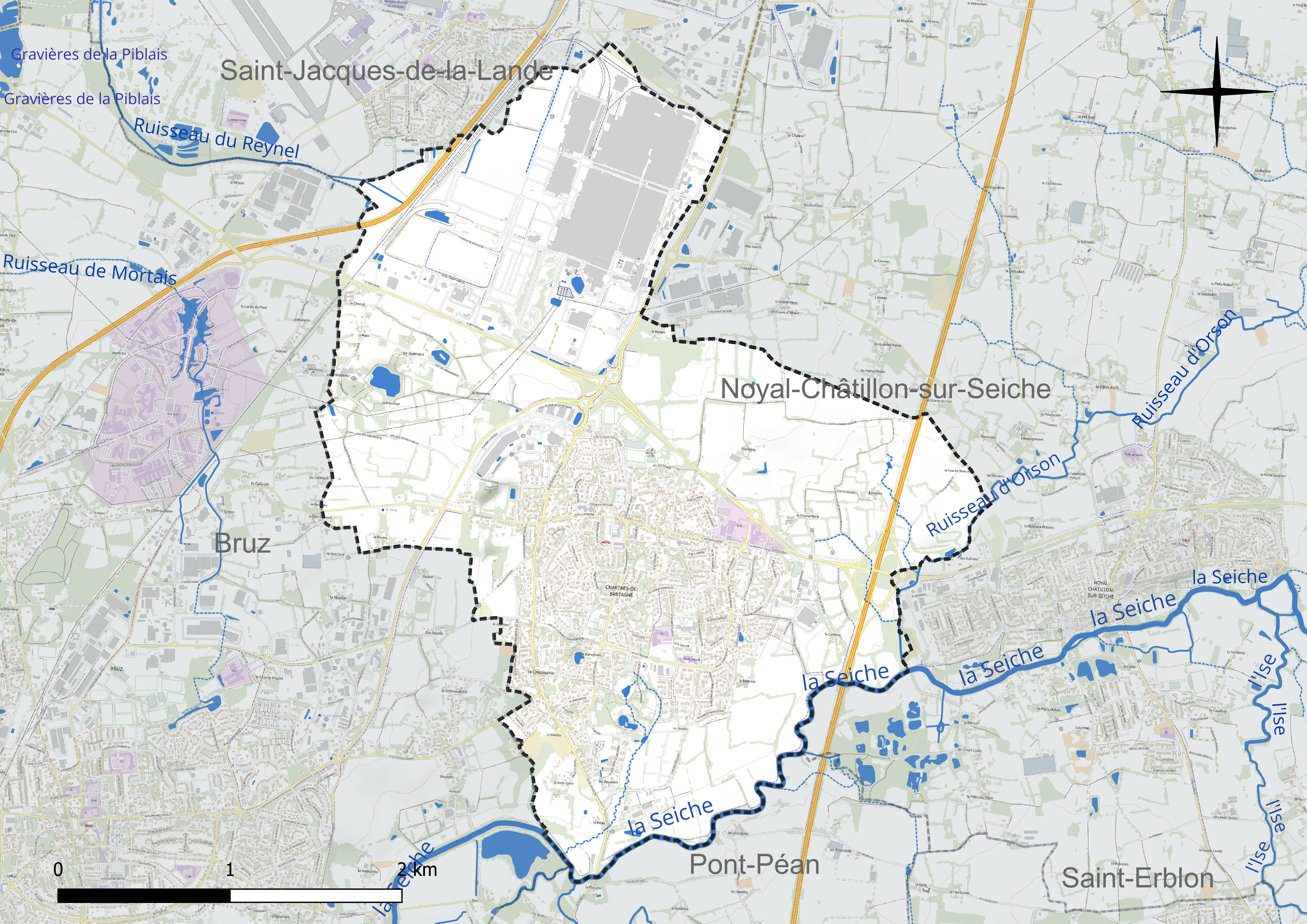
Réseau hydrographique de Chartres-de-Bretagne.
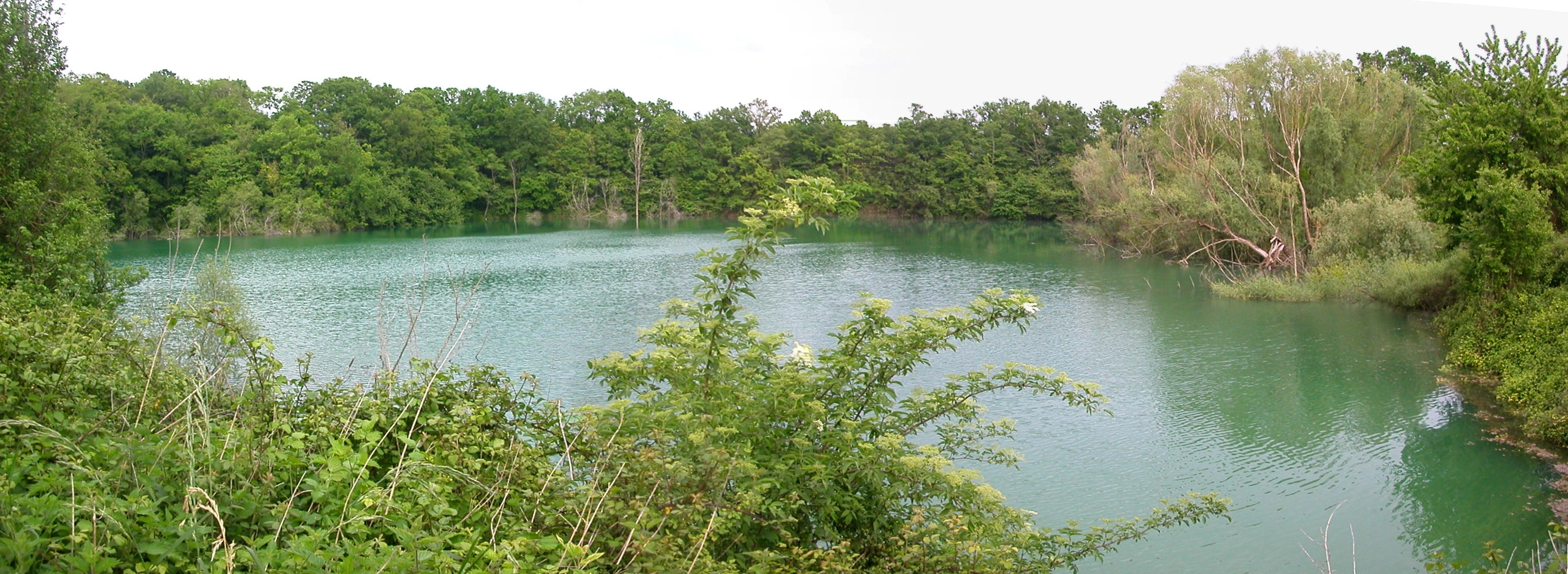
L'étang de Lormandière.

### Climat
Pour des articles plus généraux, voir Climat de la Bretagne et Climat d'Ille-et-Vilaine.
En 2010, le climat de la commune est de type climat océanique altéré, selon une étude du CNRS s'appuyant sur une série de données couvrant la période 1971-2000. En 2020, Météo-France publie une typologie des climats de la France métropolitaine dans laquelle la commune est exposée à un climat océanique et est dans la région climatique  Bretagne orientale et méridionale, Pays nantais, Vendée, caractérisée par une faible pluviométrie en été et une bonne insolation. Parallèlement l'observatoire de l'environnement en Bretagne publie en 2020 un zonage climatique de la région Bretagne, s'appuyant sur des données de Météo-France de 2009. La commune est, selon ce zonage, dans la zone « Sud Est », avec des étés relativement chauds et ensoleillés.
Pour la période 1971-2000, la température annuelle moyenne est de 11,6 °C, avec une amplitude thermique annuelle de 13,3 °C. Le cumul annuel moyen de précipitations est de 714 mm, avec 12,1 jours de précipitations en janvier et 6,4 jours en juillet. Pour la période 1991-2020, la température moyenne annuelle observée sur la station météorologique la plus proche, située sur la commune de Saint-Jacques-de-la-Lande à 3 km à vol d'oiseau, est de 12,4 °C et le cumul annuel moyen de précipitations est de 691,0 mm,. Pour l'avenir, les paramètres climatiques de la commune estimés pour 2050 selon différents scénarios d'émission de gaz à effet de serre sont consultables sur un site dédié publié par Météo-France en novembre 2022.

## Urbanisme

### Typologie
Au 1er janvier 2024, Chartres-de-Bretagne est catégorisée centre urbain intermédiaire, selon la nouvelle grille communale de densité à sept niveaux définie par l'Insee en 2022.
Elle appartient à l'unité urbaine de Rennes, une agglomération intra-départementale regroupant 16  communes, dont elle est une commune de la banlieue,,. Par ailleurs la commune fait partie de l'aire d'attraction de Rennes, dont elle est une commune de la couronne,. Cette aire, qui regroupe 183 communes, est catégorisée dans les aires de 700 000 habitants ou plus (hors Paris),.

### Occupation des sols
L'occupation des sols de la commune, telle qu'elle ressort de la base de données européenne d'occupation biophysique des sols Corine Land Cover (CLC), est marquée par l'importance des territoires artificialisés (54 % en 2018), en augmentation par rapport à 1990 (47,8 %). La répartition détaillée en 2018 est la suivante : 
zones urbanisées (27,4 %), zones industrielles ou commerciales et réseaux de communication (26,6 %), zones agricoles hétérogènes (21,8 %), terres arables (15,4 %), prairies (8,9 %). L'évolution de l'occupation des sols de la commune et de ses infrastructures peut être observée sur les différentes représentations cartographiques du territoire : la carte de Cassini (XVIIIe siècle), la carte d'état-major (1820-1866) et les cartes ou photos aériennes de l'IGN pour la période actuelle (1950 à aujourd'hui).

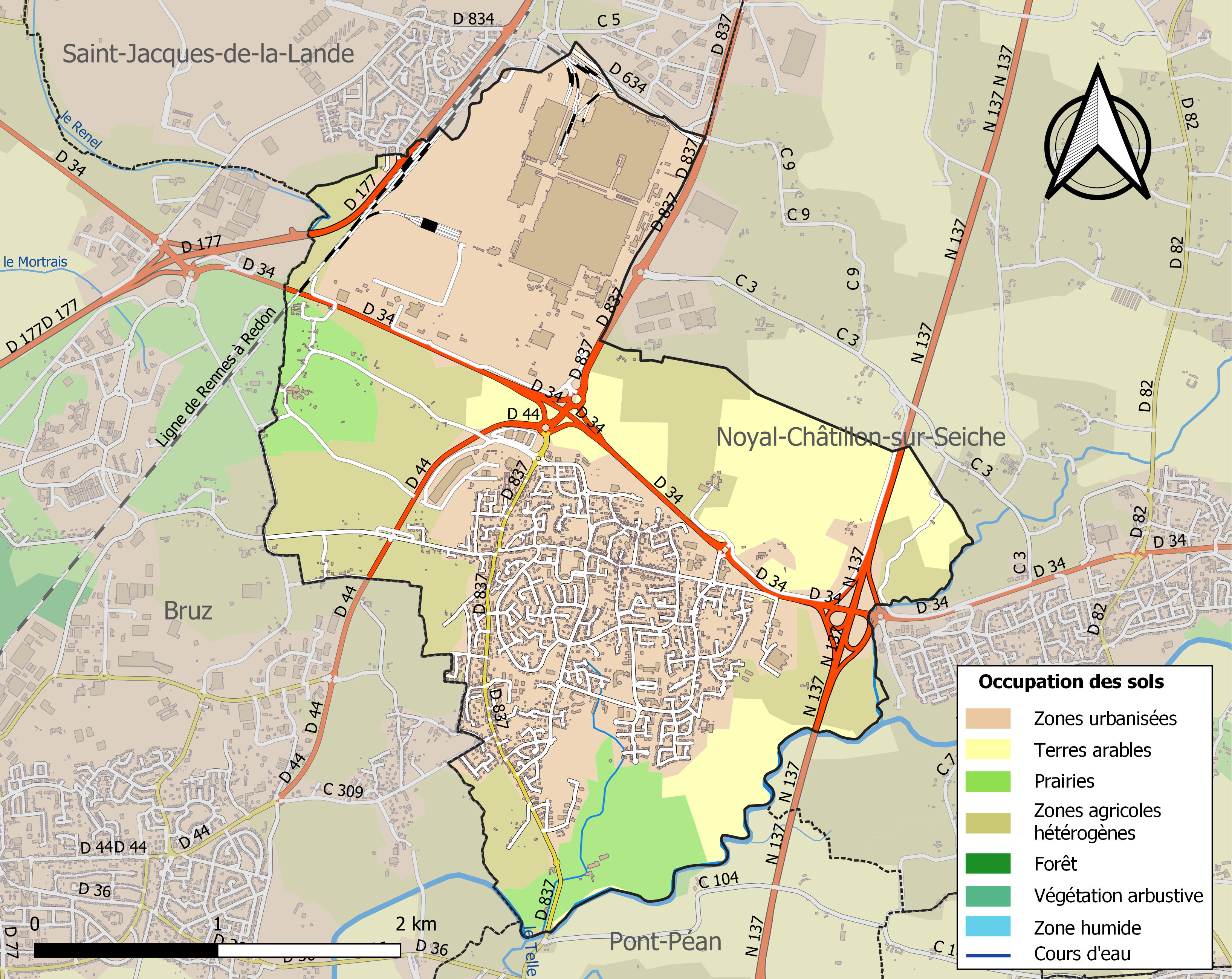
Carte des infrastructures et de l'occupation des sols de la commune en 2018 (CLC).

### Logement
Le tableau ci-dessous présente une comparaison de quelques indicateurs chiffrés du logement pour Chartres-de-Bretagne et l'ensemble de l'Ille-et-Vilaine en 2017,.
|                                                                  | Chartres-de-Bretagne | Ille-et-Vilaine |
| ---------------------------------------------------------------- | -------------------- | --------------- |
| Parc immobilier total (en nombre d'habitations)                  | 3 993                | 546 440         |
| Part des résidences principales (en %)                           | 93,6                 | 86,2            |
| Part des résidences secondaires et logements occasionnels (en %) | 0,9                  | 6,9             |
| Part des logements vacants (en %)                                | 5,5                  | 6,9             |
| Part des ménages propriétaires de leur logement (en %)           | 57,2                 | 59,8            |

### Morphologie urbaine
Chartres-de-Bretagne dispose d'un plan local d'urbanisme intercommunal approuvé par délibération du conseil métropolitain du 19 décembre 2019. Il divise l'espace des 43 communes de Rennes Métropole en zones urbaines, agricoles ou naturelles.

### Transports
Chartres-de-Bretagne est desservie par la voie express Rennes - Nantes (route nationale 137). La ville est aussi reliée à Rennes par la départementale D 837, à Noyal Châtillon-sur-Seiche par la départementale D 34, à Pont-Péan par la départementale D 837 et à Bruz par la départementale D 44.
Elle est desservie par les bus du réseau service des transports en commun de l'agglomération rennaise (STAR) de Rennes Métropole. Il y a les lignes 72, 91 et 172ex. Le quartier de la Croix aux Potiers est aussi desservi par la ligne 59.
La gare la plus proche est celle de Ker Lann, située à environ 1,7 km de l'entrée ouest de la commune (rue du Callouët).

## Toponymie
Chartres-de-Bretagne vient de la tribu gauloise des Carnutes, initialement habitants des alentours de Chartres (Eure-et-Loir) qui se serait installée sur le site,. Plusieurs formes anciennes sont attestées : Cartres (1152), Chartres (1170). En 1920, le nom de la commune de Chartres a été modifié en Chartres-de-Bretagne. Le nom breton de la commune, donné par l'Office public de la langue bretonne, est Karnod . La commune se nomme Chartr en gallo,.

## Histoire

### Moyen Âge
L'histoire de Chartres-de-Bretagne a été marquée par la présence, dès le Moyen Âge, d'artisans potiers.
Au XIIe et au XIIIe siècle, la paroisse s'appelait Fontenay et avait vraisemblablement pour église l'antique chapelle du château de ce nom.
Le château de Fontenay que desservait une ancienne voie romaine était l'une des plus anciennes et importantes seigneuries du pays de Rennes, il était muni de deux tours et possédait un jeu de paume, un mail et une motte. La puissante famille Fontenay y a accueilli des dignitaires de hauts rangs comme le duc de Bretagne François III en 1552, le roi Henri IV en 1598, Louis XIII en 1626…
Chartres était une métairie possédée par l'abbaye de Saint-Mélaine. Les Bénédictins y avaient toutefois une église ou chapelle, dont la possession leur fut confirmée en 1158 par Josse, archevêque de Tours, en 1170 par Étienne, évêque de Rennes, et en 1185 par le pape Lucius III (cartulaire de l'abbaye de Saint-Melaine).
Le culte paroissial fut transféré vers la fin du XIIIe siècle ou au début du XIVe siècle, dans la chapelle de la Retenue ou de la métairie de Chartres (démolie vers 1860) qui dépendait de l'abbaye de Saint-Melaine de Rennes.

### LeXIXesiècle
Louis-Marie Berger, instituteur normalien, relate qu'entre 1848 et 1855 le nombre de ses élèves progresse pour atteindre la soixantaine, mais en 1861 il n'en a plus qu'environ 25 en raison de l'extension de l'exploitation des carrières à chaux, du développement des activités de briqueterie, de poterie et de la reprise de l'extraction du minerai argentifère à Pont-Péan ; les élèves de onze, douze ans, abandonnent la classe pour les chantiers. « L'appât du gain, écrit l'instituteur, se substitue à l'amour des études ».
Vers 1860, le village de la Poterie, non loin de Fontenay, devint le centre paroissial et communal, et reçut dès lors le nom de Chartres.

### LeXXesiècle

#### La Belle Époque
Une ligne de tramway des TIV (Transports d'Ille-et-Vilaine) allant de Rennes au Grand-Fougeray en passant par Chartres, Noyal-sur-Seiche, Pont-Péan, Orgères, Chanteloup, Le Sel, Saulnières, Pancé, Bain et La Dominelais fut construite à partir de 1909 ; mise en service en 1910, la ligne était longue de 64 km ; elle ferma en 1937 ; les tramways y circulaient à environ 25 km/h.

#### Le monument aux morts

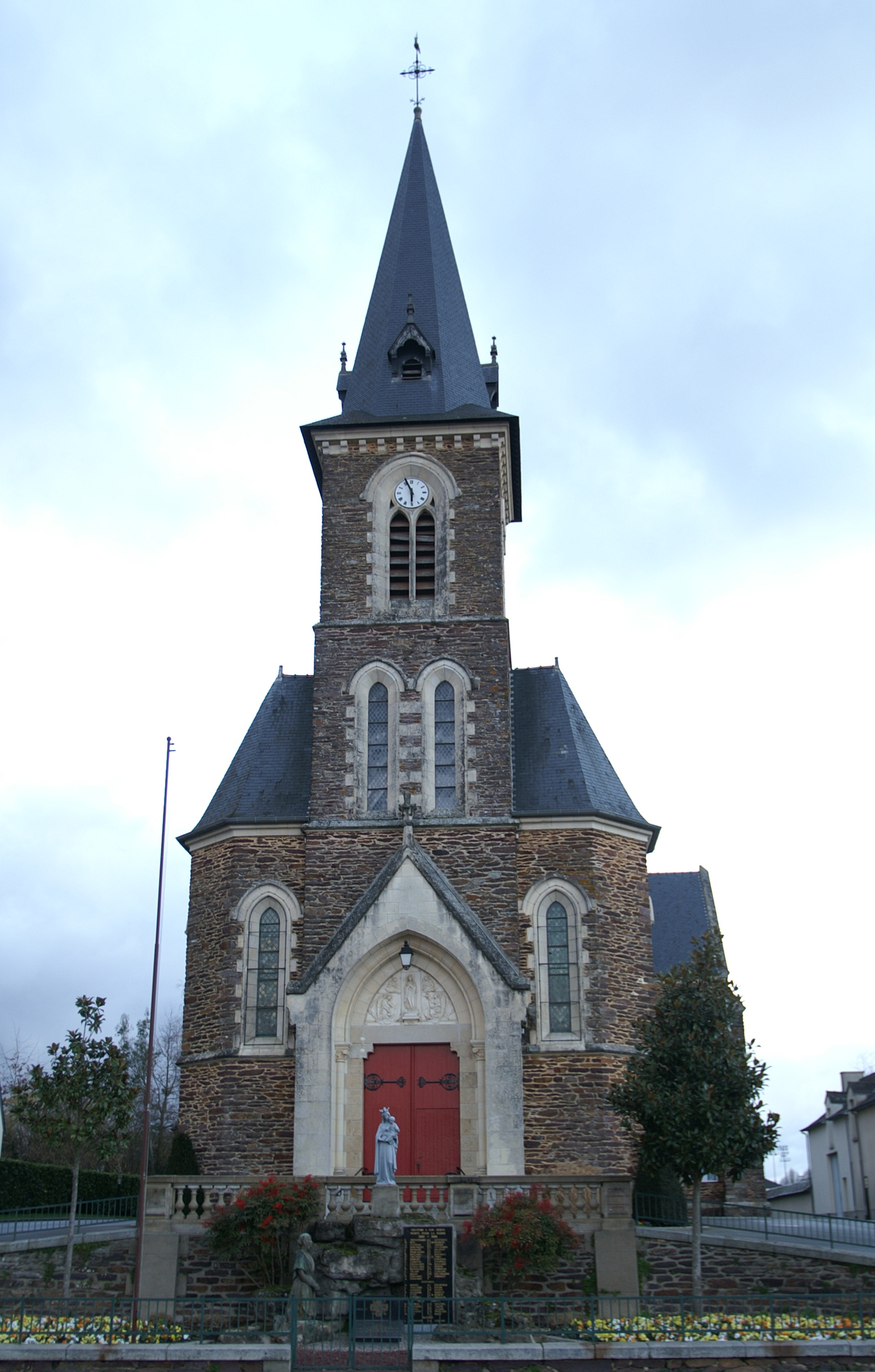
L'église et le monument aux morts en 2011.

Le monument aux morts de Chartres-de-Bretagne situé sur la sortie face sud de l'église, sculpté par Emmanuel Guérin, a été inauguré le 25 septembre 1921 et porte les noms des soldats Chartrains sous l'épitaphe « Souvenir à nos Héros Morts pour la Patrie » durant la Première Guerre mondiale, la Seconde Guerre mondiale, la guerre d'Algérie et la guerre d'Indochine. Le monument originel présente une grotte factice évoquant celle de Lourdes, avec une Vierge à l'Enfant en surplomb et une femme à genoux, devant une pierre tombale et une plaque commémorative avec les noms gravés. Inauguré le 10 novembre 2018, le site est reconfiguré ; les deux statues sont conservées mais la grotte est remplacée par de grandes plaques commémoratives en format triptyque,,.
D'autre part, une plaque commémorative est apposée dans l'église Notre-Dame-de-l'Assomption, sur le bras ouest du transept pour honorer les soldats Chartrains sous l'épitaphe « Aux morts pour la France » lors de la Première Guerre mondiale. Mais aussi concernant ce conflit, un Livre d'or du Ministère des pensions est établi pour la commune de Chartres suivant la loi du 25 octobre 1919.
La liste de ces enfants de Chartres-de-Bretagne morts pour la France apparaît sur le site de MémorialGenWeb.

## Économie
Depuis 1960, une usine Citroën, puis PSA (construction automobile, voir l'article la concernant) est installée sur la commune au lieu-dit La Janais. L'usine qui deviendra le premier employeur de la région est inaugurée par le général de Gaulle en 1961.

## Politique et administration

### Rattachements administratifs et électoraux

#### Circonscriptions de rattachement
Chartres-de-Bretagne appartient à l'arrondissement de Rennes et au canton de Bruz depuis sa création en 1982. Précédemment, la commune a appartenu aux cantons suivants : Rennes-Sud-Ouest (1833-1973) et Rennes-VIII (1973-1982).
Pour l'élection des députés, bien qu'ayant voté pour la majorité présidentielle, la commune fait partie de la première circonscription d'Ille-et-Vilaine, représentée depuis juillet 2024 par Marie Mesmeur (LFI-NUPES). Sous la IIIe République, elle appartenait à la deuxième circonscription de Rennes, de 1958 à 1986 à la 2e circonscription (Rennes-Sud) et de 1986 à 2010 à la 4e circonscription (Redon).

#### Intercommunalité
La commune appartient à Rennes Métropole depuis sa création le 9 juillet 1970. Chartres-de-Bretagne faisait alors partie des 27 communes fondatrices du District urbain de l'agglomération rennaise qui a pris sa dénomination actuelle le 1er janvier 2000.
Chartres-de-Bretagne fait aussi partie du Pays de Rennes.

#### Institutions judiciaires
Sur le plan des institutions judiciaires, la commune relève du tribunal judiciaire (qui a remplacé le tribunal d'instance et le tribunal de grande instance le 1er janvier 2020), du tribunal pour enfants, du conseil de prud'hommes, du tribunal de commerce, de la cour d'appel et du tribunal administratif de Rennes et de la cour administrative d'appel de Nantes.

### Administration municipale
Le nombre d'habitants au dernier recensement étant compris entre 5 000 et 9 999, le nombre de membres du conseil municipal est de 29.
Conseil municipal actuel
Les 29 sièges composant le conseil municipal ont été pourvus le 15 mars 2020 lors du premier tour de scrutin. Actuellement, il est réparti comme suit :
Il est à noter que Chartres-de-Bretagne est l'une des rares communes de la métropole rennaise où aucune opposition n'est présente au conseil municipal.

### Liste des maires

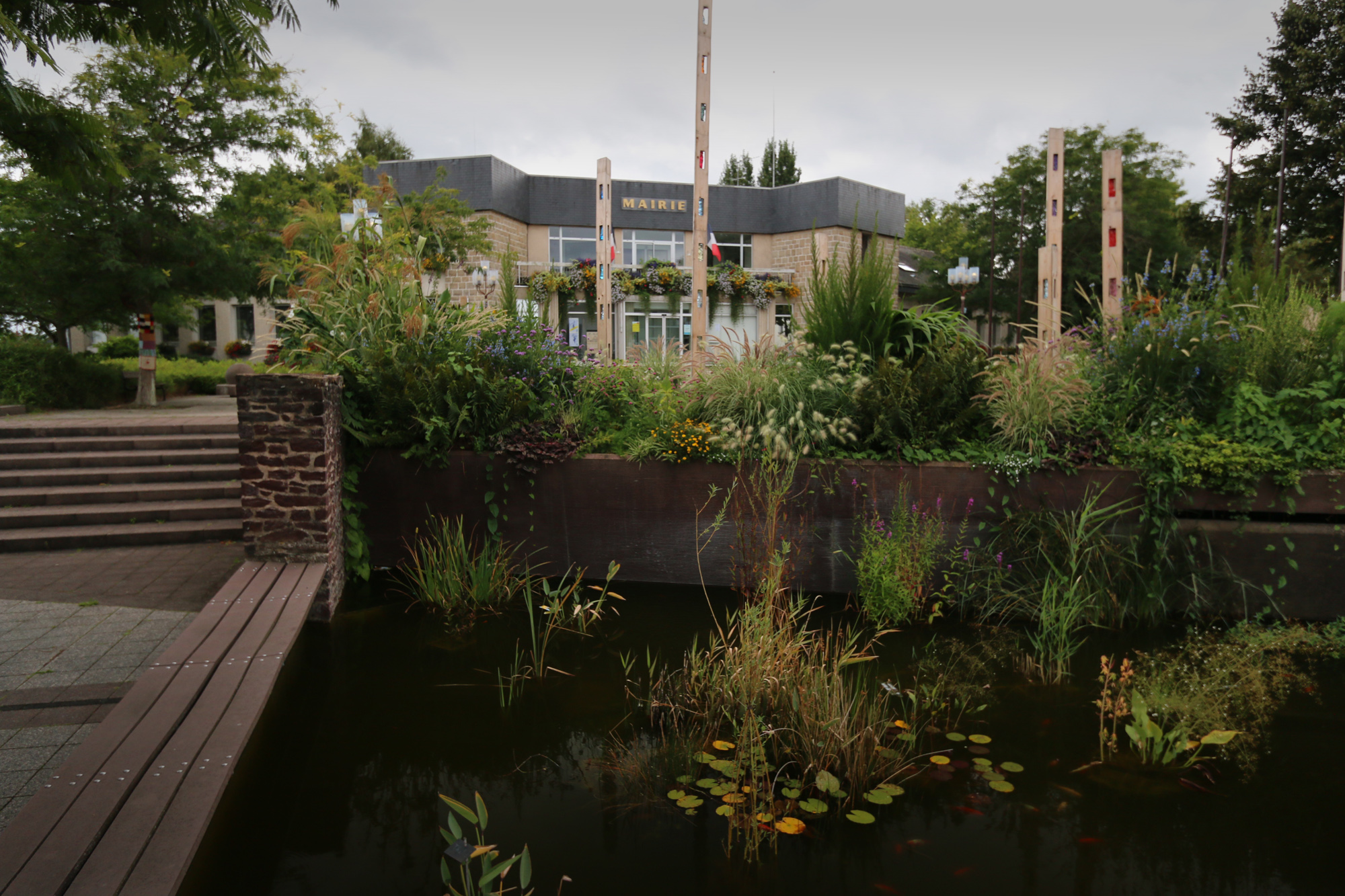
Mairie de Chartres-de-Bretagne.

Depuis 1921, seuls quatre maires se sont succédé à la tête de la commune : Antoine Chatel, qui a succédé à son père en 1956, est resté premier édile pendant quatre décennies, ce qui en fait le maire à la plus longue longévité.
En mars 2020, Philippe Bonnin est réélu maire pour la quatrième fois avec 100 % des voix.
| Période                                  | Période                   | Identité                        | Étiquette        | Qualité |
| ---------------------------------------- | ------------------------- | ------------------------------- | ---------------- | --- |
| décembre 1919                            | ?                         | M. Joubaire                     |                  | Chevalier du Mérite agricole |
| 1921                                     | 1947                      | Antoine Dubos                   |                  | Propriétaire |
| 1947                                     | 1956                      | Antoine Chatel père (1899-1964) | RPF              | |
| 3 mars 1956                              | juin 1995                 | Antoine Chatel fils (1931-2010) | Centre droit     | Maire honoraire Vice-président du district de Rennes Chevalier de l'Ordre national du Mérite                                                            |
| juin 1995                                | En cours (au 29 mai 2020) | Philippe Bonnin (1954- )        | PS puis DVG-DVC, | Cadre d'entreprise, ingénieur Conseiller général (2004 → 2015) puis départemental de Bruz (2015 → 2021) Vice-président du conseil général (2008 → 2015) |
| Les données manquantes sont à compléter. |                           |                                 |                  | |

### Jumelages
| Ville | Ville          | Pays | Pays      | Période     |
| ----- | -------------- | ---- | --------- | ----------- |
|       | Călărași       |      | Roumanie  | depuis 2000 |
|       | Haßmersheim    |      | Allemagne | depuis 2005 |
|       | Lwówek         |      | Pologne   | depuis 1993 |
|       | Mopti          |      | Mali      |             |
|       | Newcastle West |      | Irlande   | depuis 1987 |
|       | Saint-Anthème  |      | France    | depuis 1988 |

## Population et société

### Démographie
L'évolution du nombre d'habitants est connue à travers les recensements de la population effectués dans la commune depuis 1793. Pour les communes de moins de 10 000 habitants, une enquête de recensement portant sur toute la population est réalisée tous les cinq ans, les populations de référence des années intermédiaires étant quant à elles estimées par interpolation ou extrapolation. Pour la commune, le premier recensement exhaustif entrant dans le cadre du nouveau dispositif a été réalisé en 2008.

En 2022, la commune comptait 8 678 habitants, en évolution de +14,52 % par rapport à 2016 (Ille-et-Vilaine : +5,46 %, France hors Mayotte : +2,11 %).
| 1793 | 1800 | 1806 | 1821 | 1831 | 1836 | 1841 | 1846 | 1851 |
| ---- | ---- | ---- | ---- | ---- | ---- | ---- | ---- | ---- |
| 719  | 757  | 810  | 620  | 737  | 757  | 768  | 770  | 780  |

| 1856 | 1861 | 1866 | 1872 | 1876 | 1881 | 1886 | 1891  | 1896  |
| ---- | ---- | ---- | ---- | ---- | ---- | ---- | ----- | ----- |
| 748  | 791  | 867  | 846  | 875  | 945  | 952  | 1 056 | 1 070 |

| 1901 | 1906 | 1911 | 1921 | 1926 | 1931 | 1936 | 1946 | 1954  |
| ---- | ---- | ---- | ---- | ---- | ---- | ---- | ---- | ----- |
| 984  | 901  | 845  | 718  | 771  | 763  | 764  | 895  | 1 005 |

| 1962  | 1968  | 1975  | 1982  | 1990  | 1999  | 2006  | 2008  | 2013  |
| ----- | ----- | ----- | ----- | ----- | ----- | ----- | ----- | ----- |
| 1 770 | 1 579 | 3 100 | 4 869 | 5 543 | 6 467 | 6 889 | 7 006 | 7 395 |

| 2018  | 2022  | - | - | - | - | - | - | - |
| ----- | ----- | - | - | - | - | - | - | - |
| 8 023 | 8 678 | - | - | - | - | - | - | - |

### Enseignement
Chartres-de-Bretagne dispose de deux écoles maternelles, l'école de Brocéliande et l'école de Sainte-Marie. Elle dispose aussi de deux écoles primaires, l'école Auditoire et l'école Sainte-Marie. Il y a le collège de Fontenay pour l'enseignement secondaire.

## Culture et patrimoine

### Monuments historiques
Deux monuments historiques sont présents sur la commune :
- les fours à chaux, situés entre la rue du Callouët et la rue des Fours à chaux, inscrits monument historique par arrêté du 21 mai 1987[42] ;
- le château de Fontenay, édifié au XIIe siècle, dont il ne reste que la chapelle édifiée en trois périodes : XIIe, XIVe, XVIe – XVIIe siècle. Celle-ci est inscrite monument historique par arrêté du 11 avril 1975[43]. le site est occupé de nos jours par un manoir qui arbore une souche de cheminée polygonale[44].

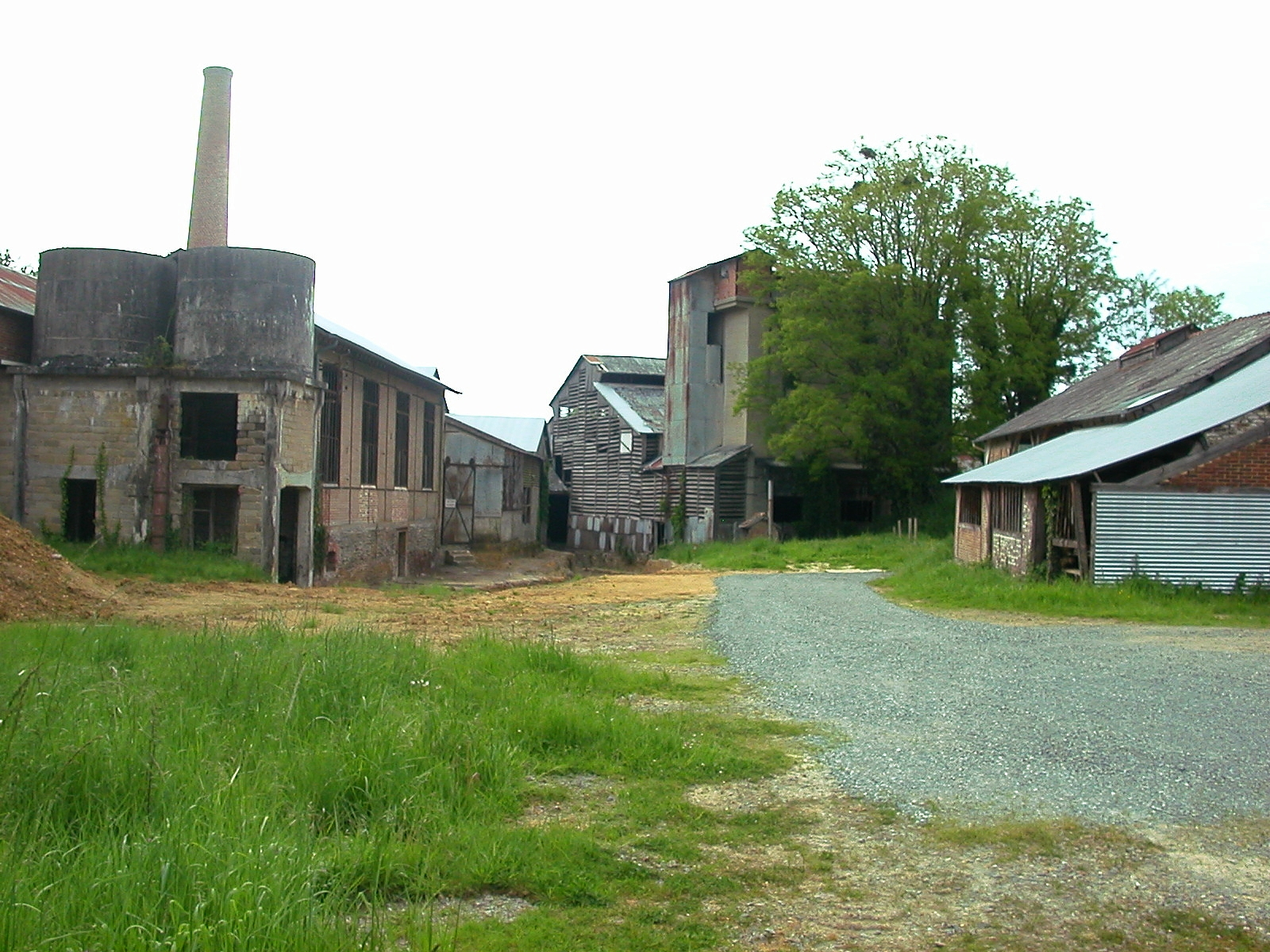
Les fours à chaux de Lormandière.
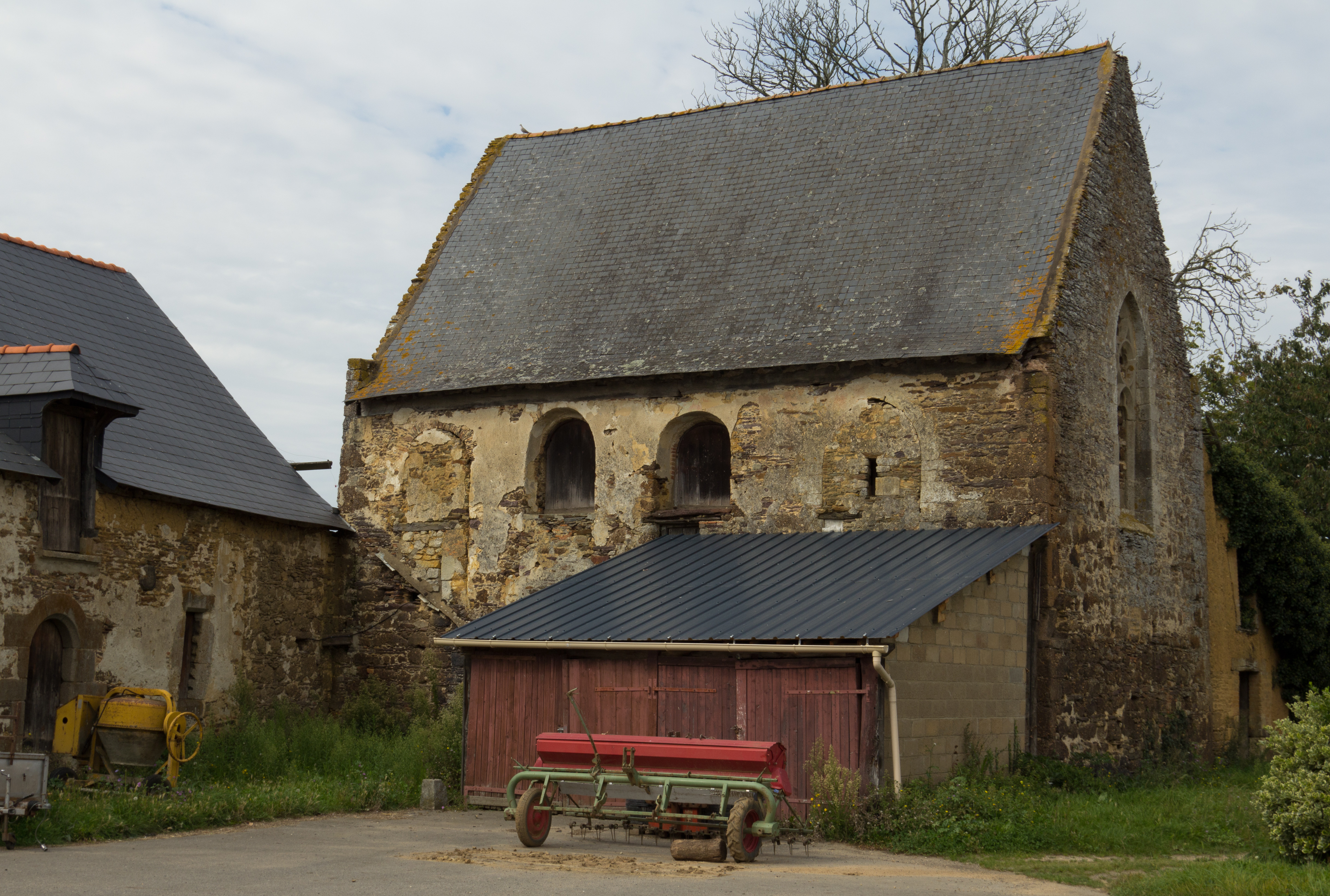
La chapelle du château de Fontenay.
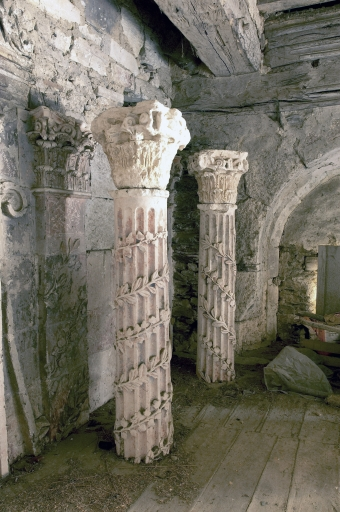
Vue de l'intérieur de la chapelle de l'ancien château de Fontenay en Chartres-de-Bretagne.

La commune compte vingt-quatre monuments inventoriés dont :
- l'église Notre-Dame (1868–1873 et milieu du XXe siècle), œuvre de l'architecte Arthur Regnault[45]. La flèche est érigée en 1886-1887 ;
- la chapelle Notre-Dame-des-Potiers ou Notre-Dame-de-Bon-Secours (XIXe siècle)[46] ;
- la croix de l'ancien cimetière (XVIe siècle) ;
- l'ancien presbytère (1733), situé au lieu-dit la Retenue ;
- la ferme-manoir de la Marionnais construite en 1650[47] ;
- le château du Marais (XVIIIe – XIXe siècle)[48] ;
- la ferme des Peupliers (mentionnée dès le XVe siècle[49] ;
- la ferme du moulin du bois (début XVe siècle)[50] ;
- le manoir de la Conterie ;
- le manoir d'Orson ;
- le manoir de la Retenue (mentionné pour la première fois en 1418)[51].

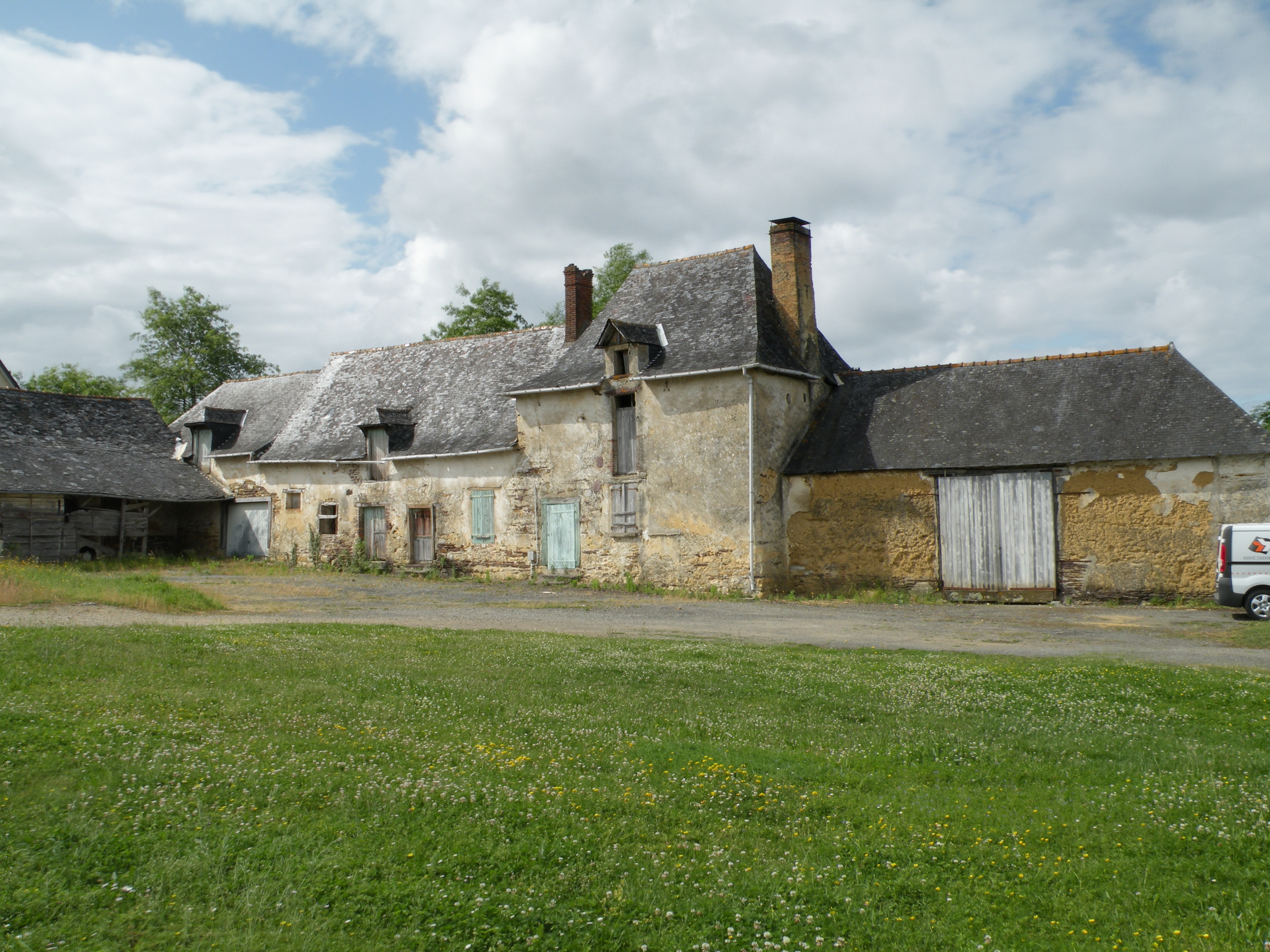
La Marionnais.

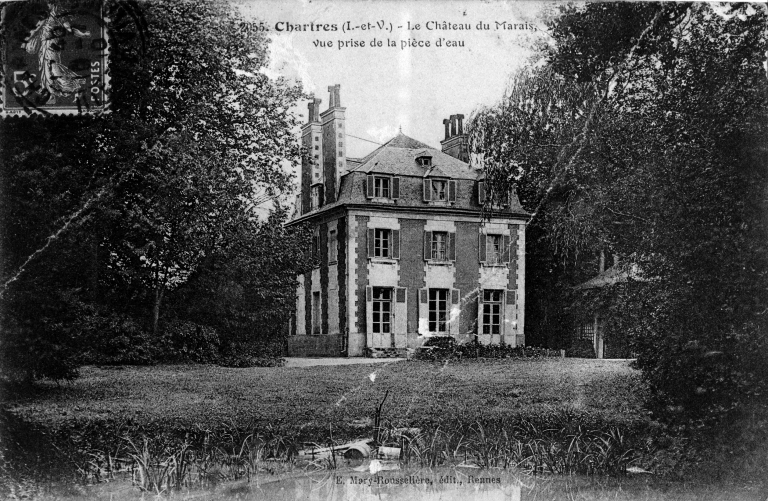
Le château du Marais.

### Patrimoine naturel
Le site de Lormandière, espace naturel sensible du département d'Ille-et-Vilaine.
Dans le sud de la commune se trouve « Le parc des Loisirs ». Son contour, souvent pratiqué par les coureurs, mesure un kilomètre. Dans ce parc, paisible, très fleuri, on peut pratiquer quelques jeux réalisés par des structures en bois. Il contient également deux lacs, le "Grand" et le "Petit". Le petit se trouve juste à côté d'une structure de jeux pour enfants. Quant au grand, il se trouve près d'un terrain de cross appelé par les habitants : Les Bosses.

### Personnalités liées à la commune
- Paul Le Guen a résidé dans la commune quand il était entraîneur de l'équipe du Stade rennais Football Club.
- Steven Moreira, joueur du Stade rennais, est le parrain de l'école de foot de l'Espérance Chartres-de-Bretagne.
- Emmanuel Guérin (1884-1967) est un sculpteur français ayant construit le mémorial de Chartres de Bretagne[53] devant l'église Notre-Dame.
- Henri Renault (1889-1918), né le 9 décembre 1889 au Bourg de Chartres-de-Bretagne, aviateur mort pour la France lorsque son SPAD VII a été abattu par erreur le 8 mai 1918 à la suite d'un tir ami australien à Bray-Dunes (entre Bailleul et Hazebrouck) dans le Nord. Il est inhumé au cimetière britannique de la Kreule près d'Hazebrouck (Nord).
- Armindo Fonseca a grandi dans la commune, il est coureur cycliste français, membre de l'équipe Fortuneo-Vital Concept. Sa famille habite toujours Chartres-de-Bretagne.
- René Ruello, homme d'affaires et ancien président du Stade rennais Football Club, est propriétaire d'une maison dans la commune depuis une trentaine d'années.

### Héraldique
| Blason de Chartres-de-Bretagne | Les armes de Chartres-de-Bretagne se blasonnent ainsi : Écartelé, au premier et au quatrième d'argent aux trois jumelles en bande de gueules, au deuxième de sinople à un pot d'or, au troisième de sinople à une roue dentée d'argent. |

## Sports
L'Espérance Chartres-de-Bretagne est une fédération de clubs sportifs et culturels. L'Espérance a été créée en 1941 par Antoine Châtel, Albert Launay et Constant Mérel.
Chartres-de-Bretagne a un complexe sportif Rémy-Berranger composé d'une piste d'athlétisme, de quatre terrains de football, dont un terrain synthétique, d'une salle de gymnastique, d'une salle de basket, d'une salle de judo, de tennis, de musculation.
Une seconde salle « la Halle des sports » - située derrière le collège de Fontenay - accueille le handball, le badminton et le twirling bâton. Cette halle est également utilisée par le collège de Fontenay les jours d'école et son AS le mercredi après-midi. À cette halle des sports se trouve accolée une salle de tennis de table.
Les sports qu'accueillent l'Espérance Chartres-de-Bretagne sont :
- Aïkido : Espérance Chartres-de-Bretagne Aïkido
- Athlétisme : Espérance Chartres-de-Bretagne Athlétisme. Joue pour le Stade rennais (athlétisme) lors des compétitions d'athlétisme.
- Badminton : Espérance Chartres-de-Bretagne Badminton
- Basket-ball : Espérance Chartres-de-Bretagne Basket-ball. Le club comporte cinq équipes de Seniors Masculine et deux équipes Seniors Féminines
- Cercle celtique
- Chorale. La Chorale se situe au Diapason.
- Cinéma : Le Cinéma Espérance se situe à quelques mètres de la piscine de la Conterie, piscine la plus chaude de Bretagne.
- Cyclotourisme
- Fitness-musculation : Pour faire de la musculation, il faut évidemment avoir au moins 17 ans
- Graines de talents : Ouvert de 9 mois à 4 ans, cela consiste à bouger ses muscles et apprendre les réflexes, cela s'appelle la motricité.
- Gymnastique dynamique et plaisir
- Gymnastique sportive
- Handball : Espérance Chartres-de-Bretagne Handball (club créé en 1974 et qui a atteint le niveau national 2).
- Hatha yoga
- Judo : Espérance Chartres-de-Bretagne Judo
- Karaté
- Les petits polyglottes
- Natation. Se situe à la piscine de la Conterie.
- Pétanque
- Plongée subaquatique (Plongée)
- Qi gong
- Base Jump
- Tennis : Espérance Chartres-de-Bretagne Tennis
- Tennis de table : Espérance Chartres-de-Bretagne Tennis de table
- Triathlon
- Twirling bâton : elle comporte trois épreuves :
  - La danse : la danse : recherche du beau, de l'esthétique, de l'harmonie tout en maniant le bâton
  - La gymnastique : recherche du risque, de la virtuosité par des mouvements gymniques adaptés au Twirling
  - Le maniement du bâton : développement de la dextérité.
    - Comporte aussi le théâtre et une activité Arts Plastiques et de musique. Le théâtre se déroule parfois au Diapason
    - Actuellement[Quand ?], il comprend cinq équipes de jeunes dont trois en entente et trois équipes de seniors dont deux en entente.

Les équipes de jeunes sont notamment encadrées par des seniors lors des matchs et les entraînements sont assurés par un entraîneur diplômé.
ESPÉRANCE CHARTRES DE BRETAGNE FOOTBALL
Le club ne fait plus partie de la fédération Espérance depuis 2020.
Le club créé en 1941 a atteint pour la première fois de son histoire en 2023 le nombre de 769 licences (dont 98 féminines) auquel il faut ajouter 30 U4 (baptisé "les crocos". Ce pôle a été créé en 2021).
Les licenciés sont répartis dans différents pôles : éveil (U6-U7-U8), initiation (U9-U10-U11), préformation U12-U13-U14-U15), formation (U16-U17-U18), performance (U19-U20-Séniors), vétérans, éducateurs et dirigeants, crocos et féminin (U11F-U13F-U15F-U18F).
Le club a de nouveau été labellisé par la FFF avec le label jeunes ÉLITE F.F.F. (2024-2026) et le label FÉMININ ARGENT (2024-2026).
Le projet club déployé depuis 2014 s'appuie sur 5 volets : éducatif, associatif, encadrement, sportif et financier.
Le club comprend 9 commissions.
Les valeurs éducatives sont intégrées dans les objectifs majeurs du club. Le club fait partie du dispositif « club lieu de vie ». Cette opération fédérale menée en collaboration avec les ligues et les districts vise à développer les activités des clubs tout en les aidant à fidéliser leurs licenciées, licenciés et bénévoles. Cette opération est aussi présentée comme le « fer de lance du Plan d'engagement sociétal de la FFF » et de ses trois axes : 
- protection des licenciées et licenciés contre toutes les formes de violences et de discriminations ;
- parité, diversité, inclusion et insertion ;
- adaptation du football aux défis environnementaux posés par le changement climatique.

### École de handball labellisée
Son école de handball est labellisée école de hand - école de la vie par la Fédération française de handball depuis la saison 2009 / 2010. Après le Label simple la 1re année et le Label de bronze pour les 2 saisons suivantes, le club vient d'obtenir le Label d'argent.
Depuis le début des années 2000, plusieurs équipes féminines se sont constituées en parallèle des équipes masculines. Plusieurs titres départementaux ont été gagnés par les jeunes filles de l'Espérance : saison 2007 / 2008 en F-16, saison 2008 / 2009 en F-14 et F-18, saison 2009 / 2010 en F-18, saison 2011 / 2012 en F-18 et saison 2012 / 2013 en F-18. En senior féminine, vainqueur de la Coupe du Conseil général en 2011 et finaliste en 2012, demi-finaliste de la Coupe de Bretagne en 2013. En juin 2013, vainqueur du tournoi qualificatif pour accéder au championnat Honneur Régional.
Pour la saison 2013 / 2014, le club a conclu une entente avec l'équipe voisine de la JA Bruz. Ce qui a permis d'engager une équipe 1 dans le championnat Honneur Régional et une équipe 2 dans le Pré-régional. Une entente a également été conclue au niveau des jeunes filles (F-17) avec Rennes Métropole Handball, afin d'offrir à ses plus jeunes joueuses la possibilités d'évoluer au plus haut niveau régional. Une équipe F-16 / -14 est engagée dans le championnat départementale d'excellence et le club accueille les plus jeunes dans son équipe mixte. Le club référencé handball féminin accueille des jeunes filles de tout le canton, voire au-delà.
L'équipe masculine senior - qui avait à deux époques différentes évolué au niveau régional - a été reconstituée au début de la saison 2011 / 2012 par d'anciens joueurs formés au club et revenus au pays. Ils ont profité de l'émulation créée autour des féminines. Vainqueurs de leur championnat de promotion d'honneur en 2012 puis en 2013, l'équipe évolue en excellence départementale. Finaliste de la Coupe du Conseil général et 1/4 finaliste de la Coupe de Bretagne en 2013.
Une équipe G-16 est engagée dans le championnat départemental et le club accueille les plus jeunes dans son équipe mixte.
Pour la saison 2013 / 2014, le club a conclu 2 équipes d'entente avec le club voisin de la JA Bruz chez les M-14 et M-12 / 10 ainsi qu'un partenariat pour l'accueil du mini hand.